# Hazelaar (plant)
De hazelaar (Corylus avellana) is een in West-Europa inheemse struik uit de berkenfamilie (Betulaceae). De vrucht van de hazelaar is de hazelnoot, waarvan de kern eetbaar is.

## Groeiwijze
De hazelaar is een "naaktbloeier": de plant bloeit als deze nog geen bladeren heeft. De hazelaar is voor de bestuiving afhankelijk van de wind. Aan de hazelaar zitten de mannelijke en de vrouwelijke bloeiwijzen apart. De mannelijke bloemen zitten in katjes en zijn al in de zomer aanwezig in de oksels van de bladeren. Ze gaan pas bloeien in januari. De vrouwelijke bloemen zitten met drie tot vier stuks in een klein knopje bij elkaar. Tijdens de bloei zijn alleen de rode stijlen met de stempels te zien.
De enkelvoudige, veernervige bladeren hebben een dubbel gezaagde bladrand zonder insnijdingen. Ze hebben omgekeerd eironde bladeren met toegespitste bladtop. 
De hazelaar wordt tot 6 m hoog en gaat pas na tien jaar vrucht dragen. Er zijn echter ook geënte struiken verkrijgbaar, die al na drie jaar vrucht dragen.

## Hazelnoot

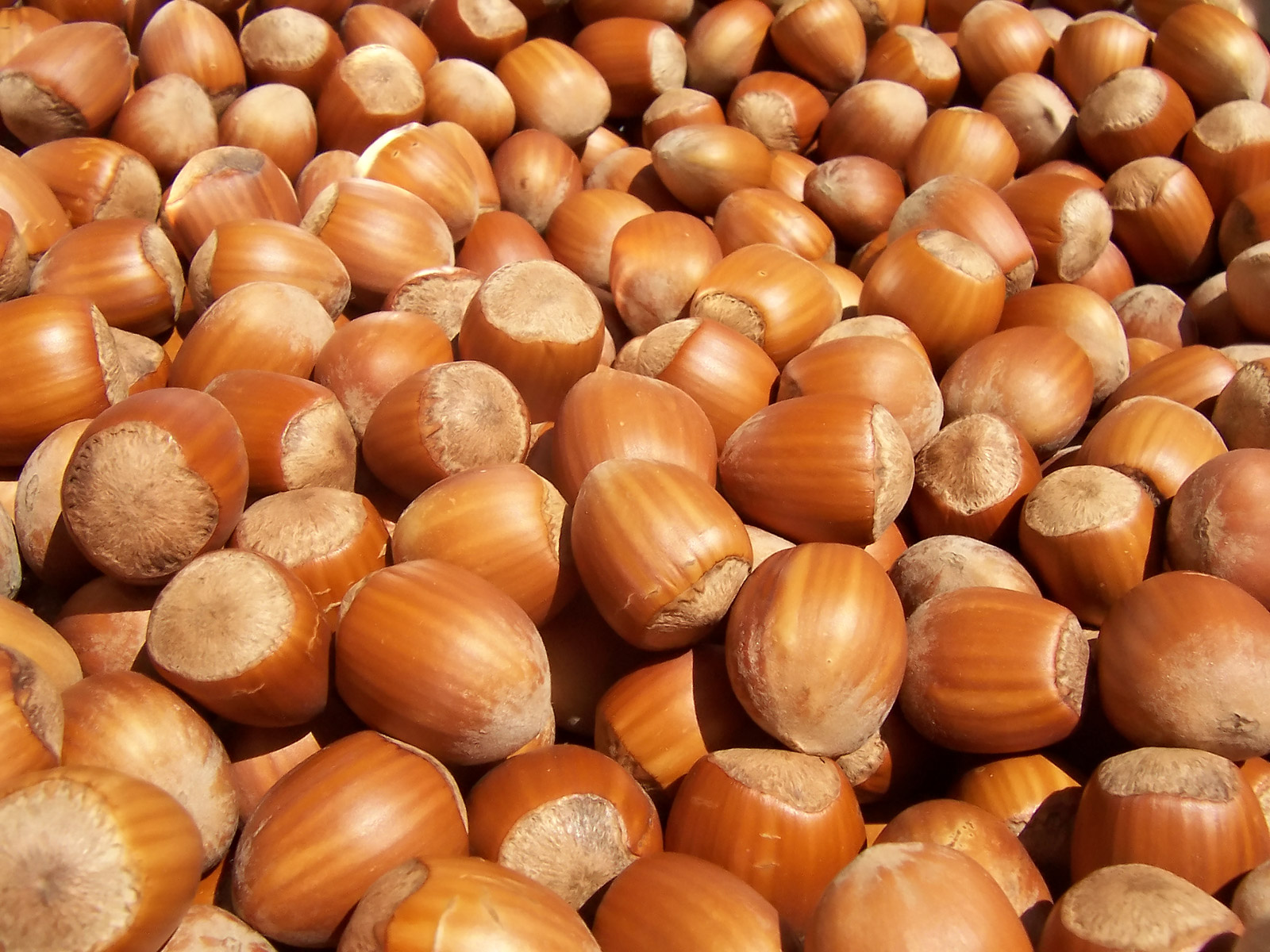
Hazelnoten

Naast de wilde hazelaar zijn er commercieel verbouwde hazelaars. Deze zijn geoptimaliseerd voor de productie van grote noten en voor noten met weinig vliezen. De rassen zijn ontstaan uit kruisingen tussen diverse soorten. Ook hazelnoten afkomstig van de lambertsnoot (C. maxima) hebben een grote economische waarde. De kleinere noten van de wilde hazelaar worden echter gewaardeerd om hun meer uitgesproken smaak.
Hazelnoten zijn een bron van vitamine E. Een handvol bevat ongeveer 50% van de aanbevolen dagelijkse hoeveelheid. Hiernaast bevatten ze veel energie (682 kcal per 100 gram), voornamelijk in de vorm van onverzadigde vetzuren.

## Verspreiding
De hazelnoten worden door vogels als de gaai verspreid, ze worden ook gegeten door muizen. Verder verspreidt de hazelaar zich via worteluitlopers. De hazelaar is een bosrandsoort, die zowel in de schaduw als in de zon kan worden aangetroffen. Volgens Frans Vera heeft de hazelaar voor verspreiding een milieu nodig waarin grote grazers een rol spelen. De hazelaar gedijt ook op een minder vruchtbare en/of kalkrijke bodem.

## Rassen
In Nederland en België worden de volgende kweekrassen veel aangeplant:
- Camponica
- Gunslebert
- Gustav's Zeller
- Lang Tidlig Zeller
- Morell
- Negret
- Pauetet
- Tonda di Giffoni

Cultivars:
- Corylus avellana 'Contorta' (Kronkelhazelaar, krulhazelaar)
- Corylus avellana 'Pendula' (Treurhazelaar)

## Ziekten
De hazelnootknopmijt zorgt ervoor dat de knoppen zeer dik opzwellen en afsterven. De heester wordt ook geplaagd door de hazelnootboorder, deze kever legt zijn eitjes in de jonge hazelnoten waar de larven het vruchtvlees opeten. De bladsnuitkever (Phyllobius sp.) vreet het blad aan en rolt het op. De springende hazelaargalmug (Contarinia coryli) is een muggensoort uit de familie van de galmuggen die gallen vormt in de katjes. Deze gallen lijken sterk op de gallen die gevormd worden door de hazelaarkatjesmijt (Phyllocoptruta coryli). 

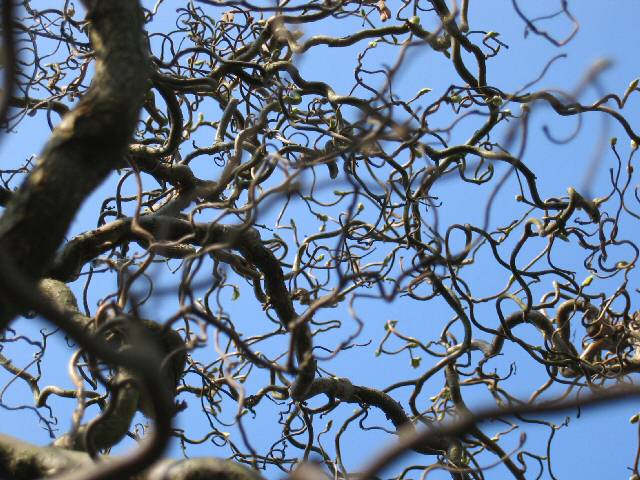
Corylus avellana 'Contorta'  (krulhazelaar)
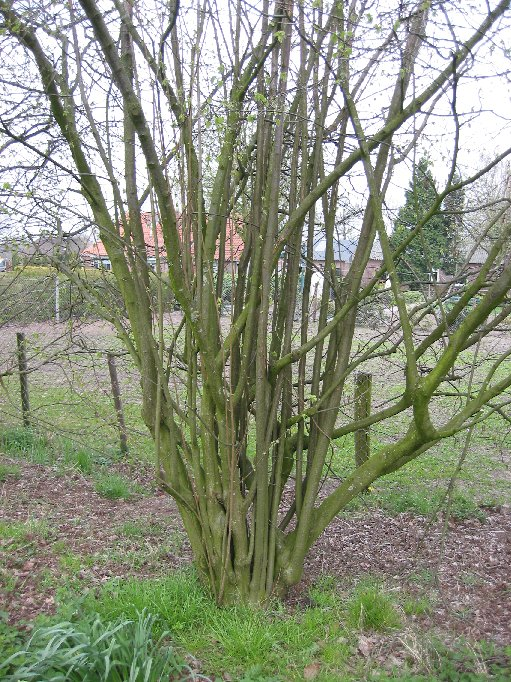
Struik
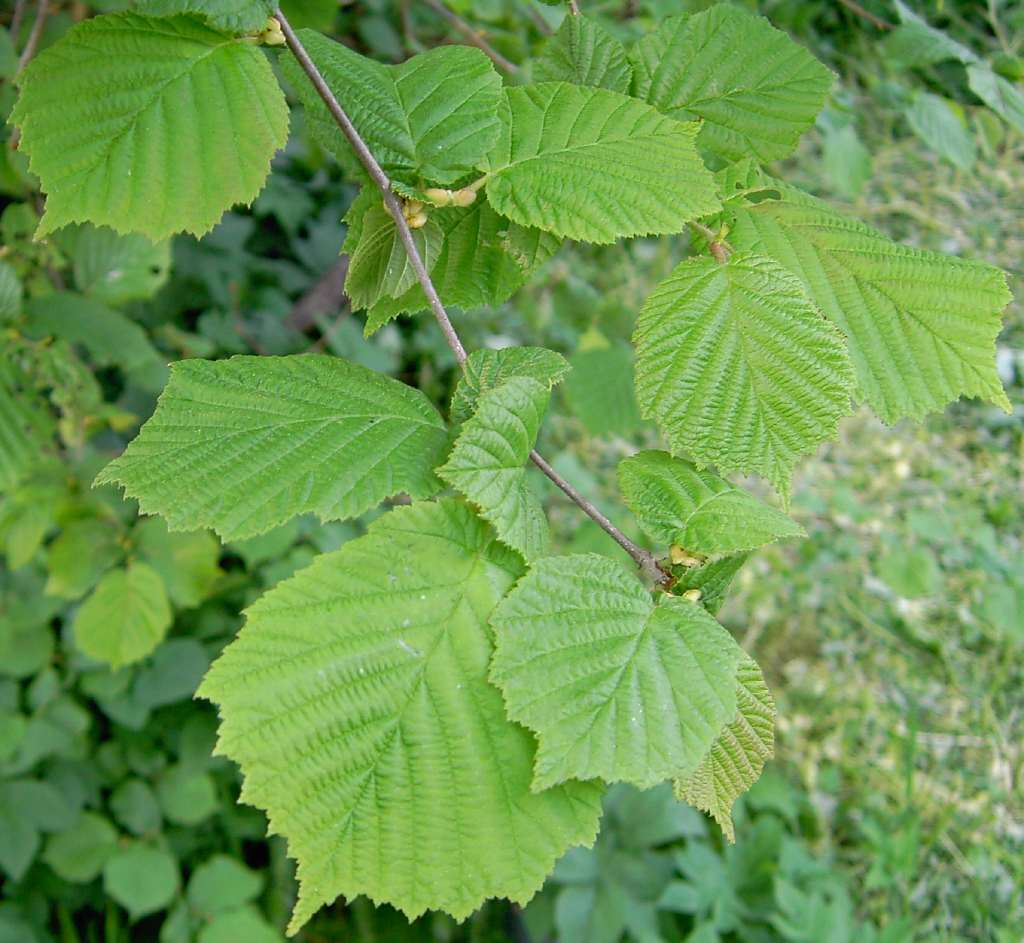
Bebladerde tak
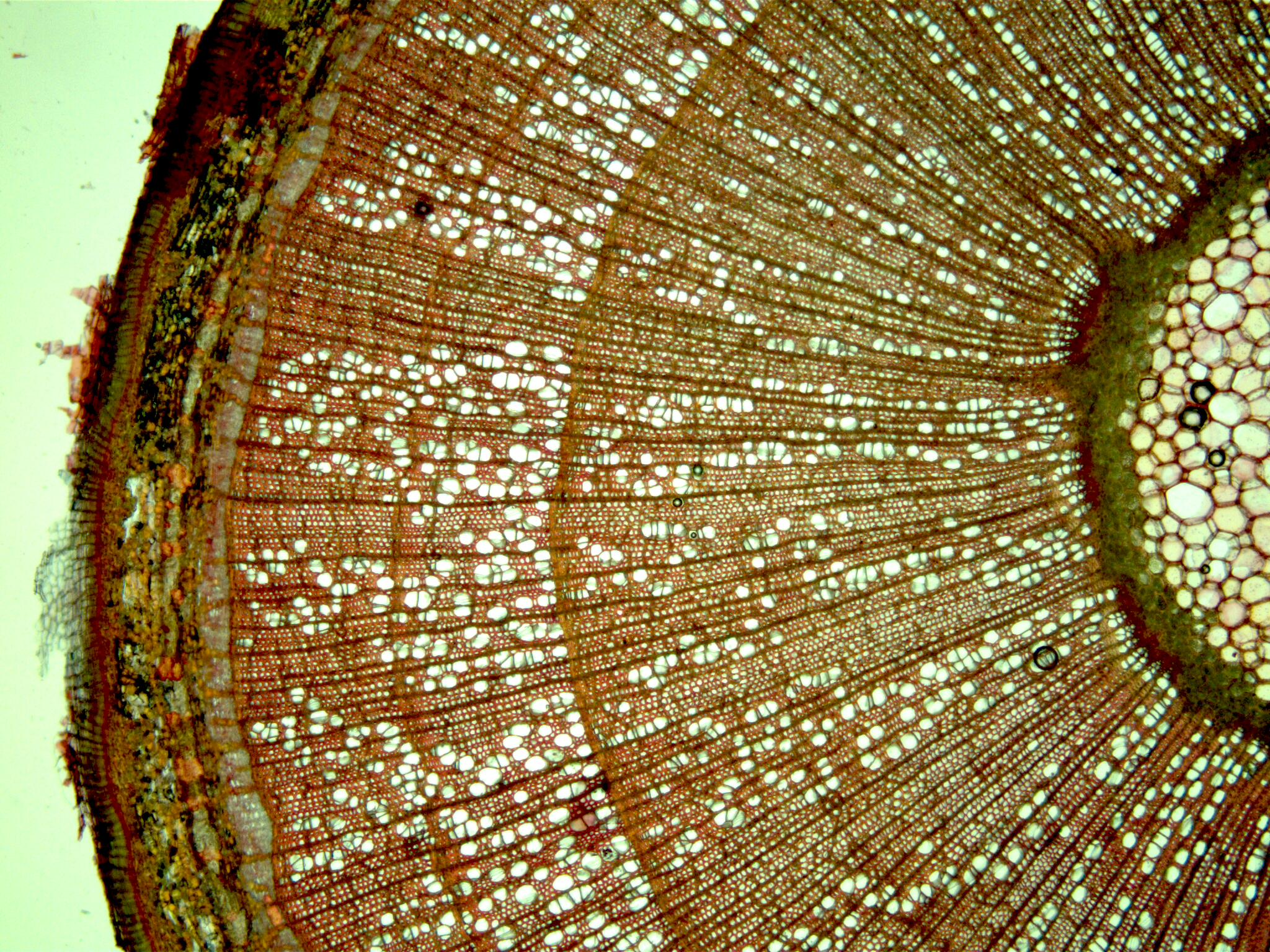
Dwarsdoorsnede tak
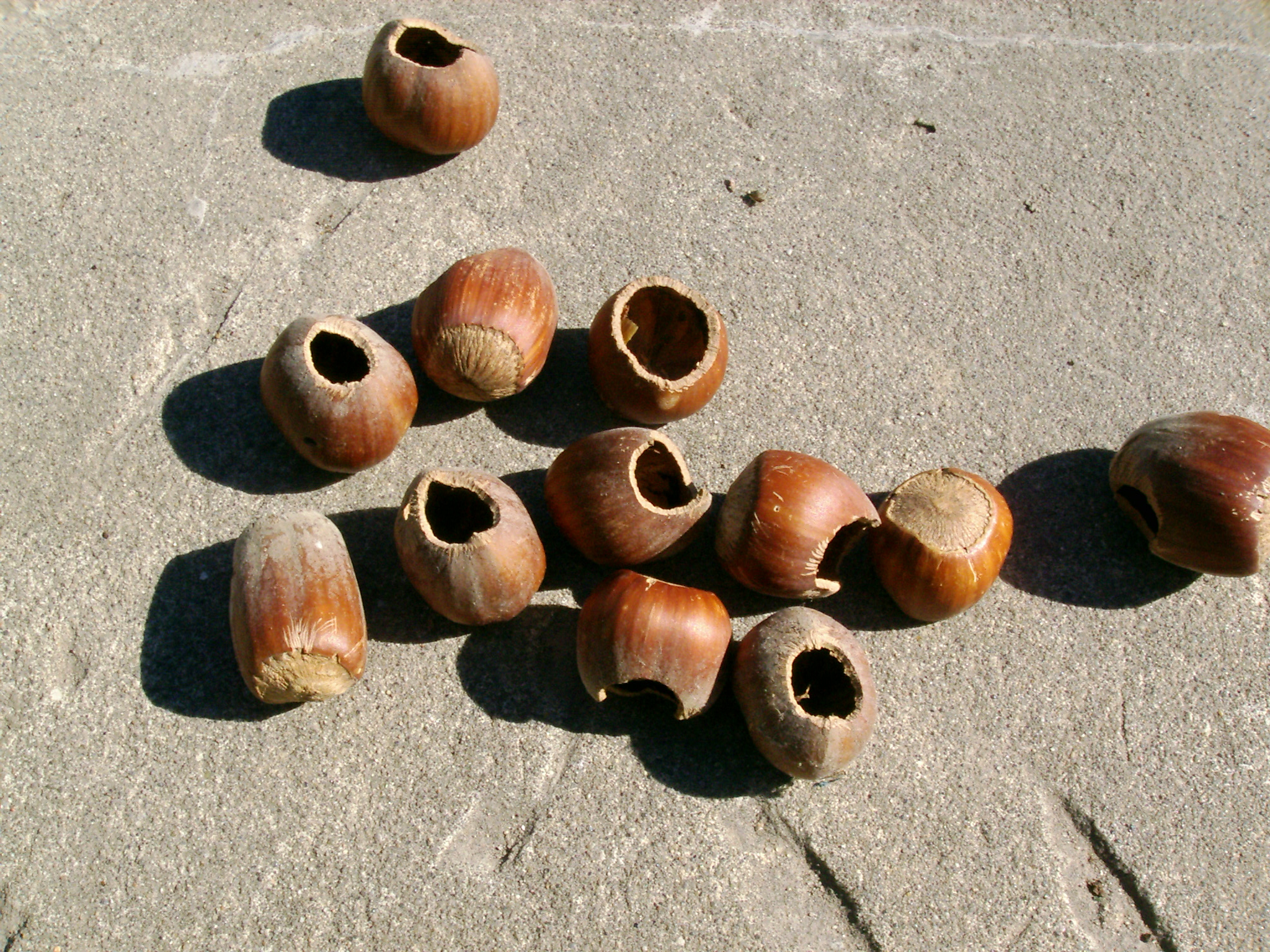
Door muizen leeggegeten noten
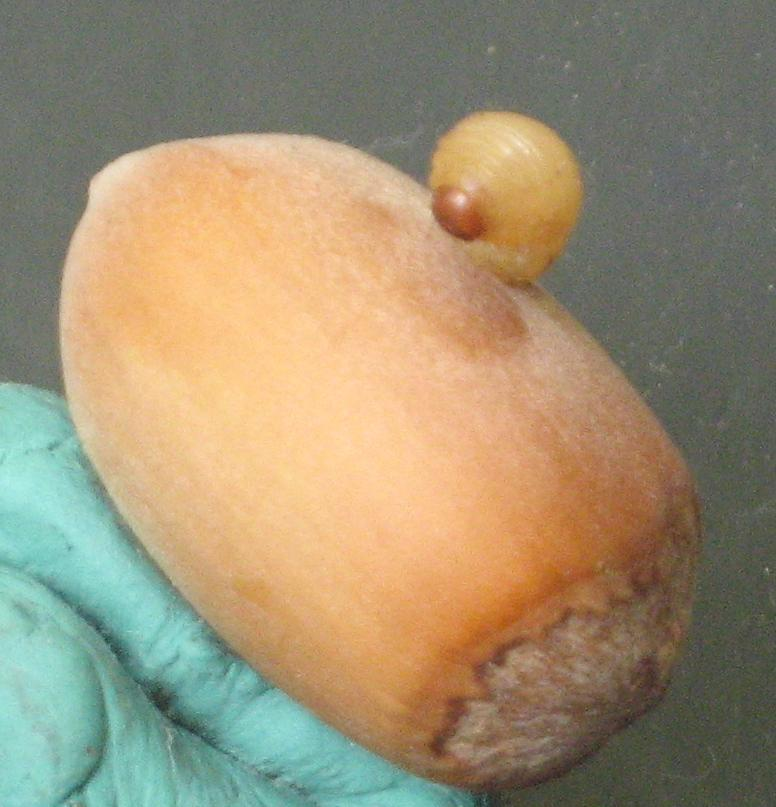
Larve van de hazelnootboorder
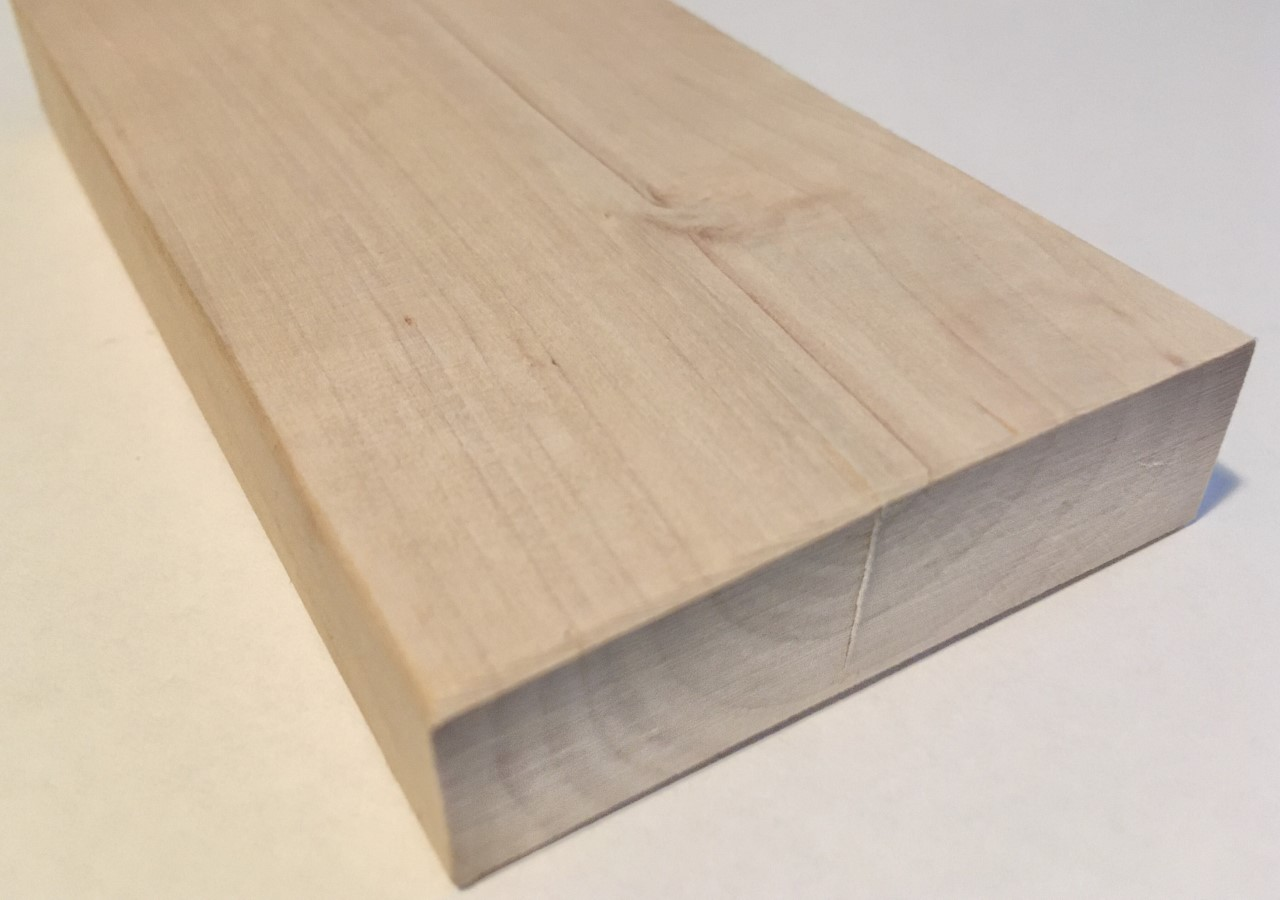
Hazelaarhout